# Koppensnellers (Vlaanderen)
Koppensnellers is een spelprogramma dat in 1997 door de BRTN werd uitgezonden. De presentatie was in handen van Frank Dingenen.
Er werden dertien afleveringen gemaakt. Dit was het enige televisieprogramma dat Frank Dingenen gepresenteerd heeft na zijn overstap van VTM terug naar de BRTN.

## Concept
In elke aflevering gaat een driekoppig panel op basis van een interessante krantenkop op zoek naar de inhoud of de achtergrond van het bijbehorend artikel. De vaste panelleden Martine Prenen en Martin De Jonghe worden daarin iedere week bijgestaan door een bekend gastpanellid.

## Afleveringen
| Afl. | Uitzenddatum  | Gastpanellid      |
| ---- | ------------- | ----------------- |
| 1    | 6 maart 1997  | Koen Crucke       |
| 2    | 13 maart 1997 | Alexandra Potvin  |
| 3    | 20 maart 1997 | Marijn Devalck    |
| 4    | 27 maart 1997 | Danni Heylen      |
| 5    | 3 april 1997  | Ianka Fleerackers |
| 6    | 10 april 1997 | Jenny Tanghe      |
| 7    | 17 april 1997 | Sandy Blanckaert  |
| 8    | 24 april 1997 | Lut Leysen        |
| 9    | 1 mei 1997    | Kurt Van Eeghem   |
| 10   | 8 mei 1997    | Kathy Lindekens   |
| 11   | 15 mei 1997   | Luc Steeno        |
| 12   | 22 mei 1997   | Petra             |
| 13   | 29 mei 1997   | Bart Herman       |